# Vetterligewehr
Die Vetterli-Repetiergewehre im Kaliber 10,4 mm waren die Ordonnanzwaffen der Schweizer Armee zwischen 1870 und 1890, sie wurden bis Ende des Ersten Weltkrieges an Sekundärtruppen ausgegeben. Der Nachfolger des Vetterligewehres war das Schmidt-Rubin-Langgewehr Modell 1889 im Kaliber 7,5 mm. Eine Variante, das Vetterli-Vitali-Gewehr, wurde auch bei der italienischen Armee eingesetzt.

## Geschichte
Im Amerikanischen Bürgerkrieg zeigte sich die Überlegenheit der Repetiergewehre über die Einzellader deutlich. Dies führte dazu, dass der Schweizerische Bundesrat die Kommission für Armeebewaffnung beauftragte, die Einführung eines solchen Gewehres ins Auge zu fassen. Die Ergebnisse wurden in einer detaillierten Botschaft des Bundesrates vom 9. Januar 1863 an die Bundesversammlung schriftlich festgehalten. Die Ergebnisse der Schiessversuche gaben Anlass, sich mit der Auswahl des Kalibers näher zu befassen.

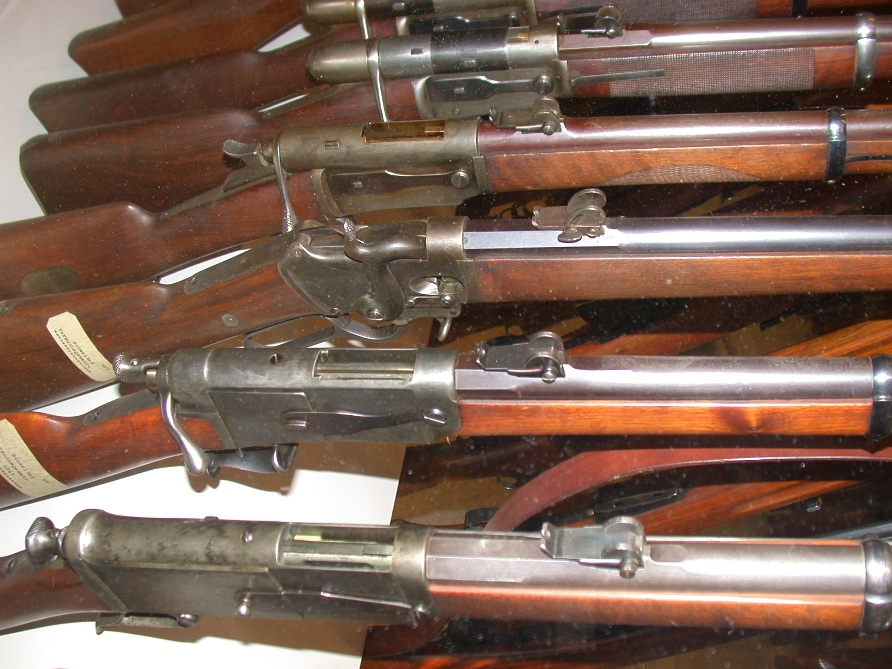
Vetterli Entwicklungsmodelle (Standort: Eidg. Sammlung RUAG, Thun)

Nach Versuchen mit dem Henry- und Winchestergewehr wurde vorerst beschlossen, solche Waffen im schweizerischen Ordonnanzkaliber 10,5 mm zu erwerben oder selbst herzustellen. Nach diversen Versuchen einigte sich die Kommission jedoch auf ein von Johann Friederich Vetterli 1867 entwickeltes System, bei dem das unter dem Lauf liegende Röhrenmagazin und die Patronenzufuhr von Winchester mit einem Zylinderverschluss nach Dreyse kombiniert wurden. Im Gegensatz zum 1869 eingeführten Gewehr hatte der Prototyp von 1867 einen Hahn anstelle des im Verschlusszylinder integrierten Zündmechanismus. 1870 wurde zu den Verbesserungen das Patent US109277 von Vetterli angemeldet.

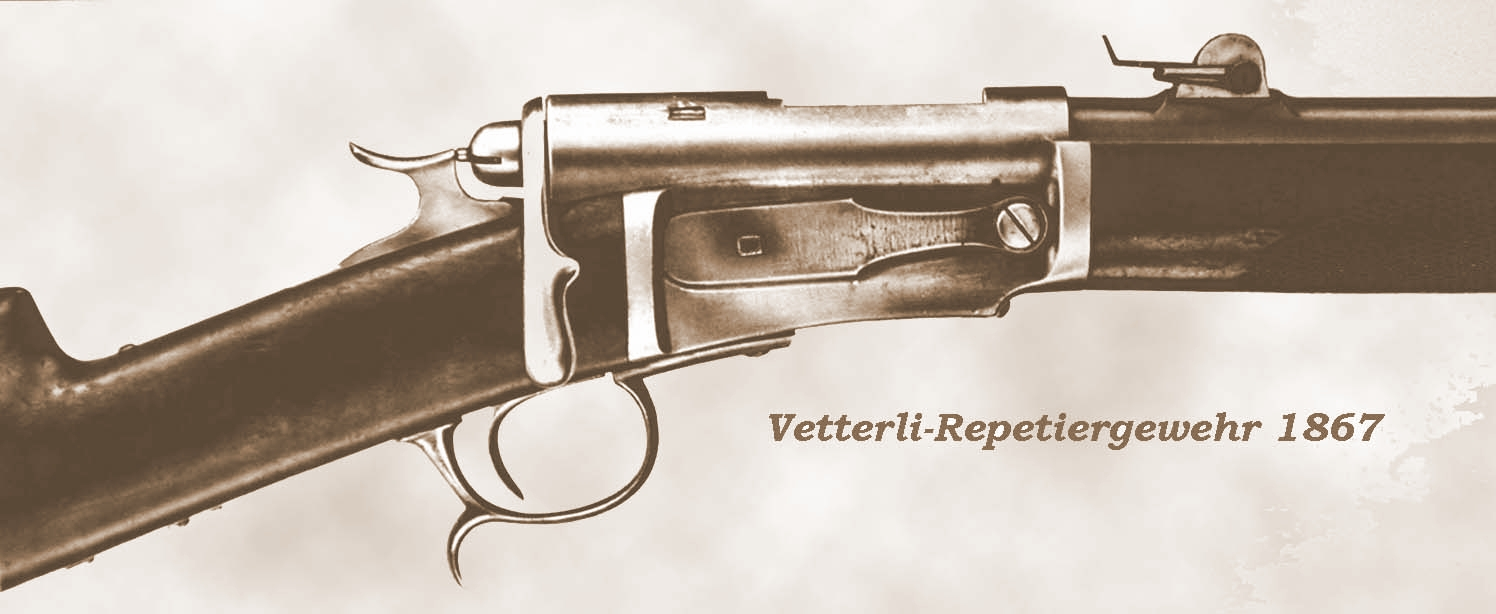
Vetterli Prototyp 1867, aussenliegender Hahn

Der schweizerische Erfinder Johann Friederich Vetterli (1822–1882), Kanton Thurgau, lernte den Beruf des Büchsenmachers in Schaffhausen, perfektionierte sich in Paris, St. Etienne und London und wurde am 24. Juni 1864 zweiter technischer Direktor bei der Schweizerischen Industrie-Gesellschaft, Neuhausen (SIG). Diese war als Produzentin von Eisenbahnwaggons 1853 gegründet worden und hatte 1860 mit der Waffenproduktion begonnen.  
Das erste an die Armee ausgegebene Vetterligewehr war das Modell 1869 im Randfeuerkaliber 10,5 mm. Es handelte sich um das erste Repetiergewehr, das von einer europäischen Armee verwendet wurde. Auf dieses im Laufe der Zeit mehrmals modifizierte Infanteriegewehr folgten Varianten wie das einschüssige Kadettengewehr, der Karabiner, der Stutzer mit Stecherabzug und das Kurzgewehr für die Grenzwache.

## Technik

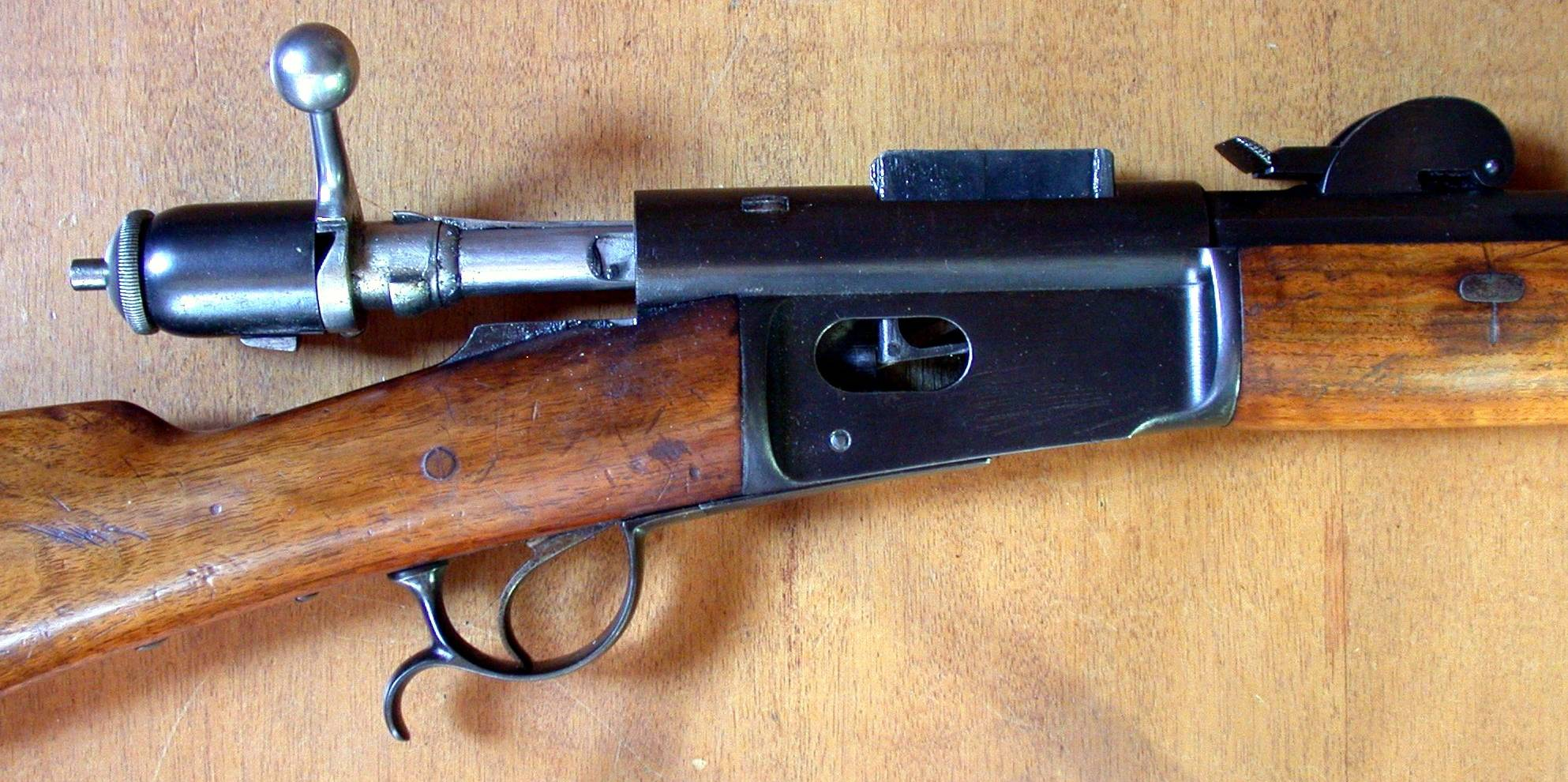
Verschlussgehäuse Modell 1881

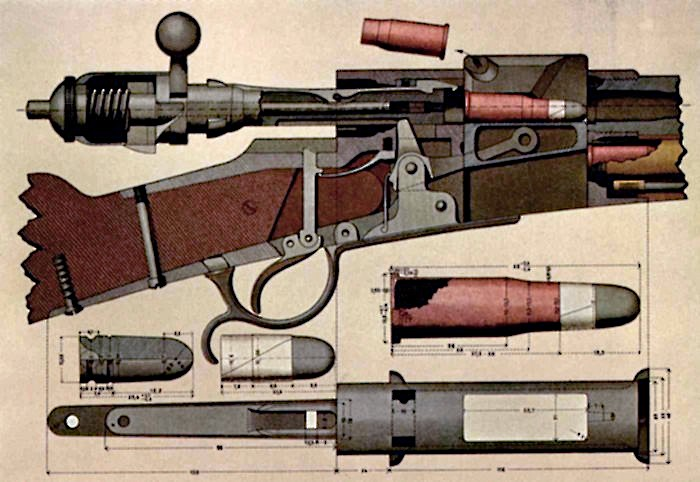
Vetterli-Verschlussmechanismus

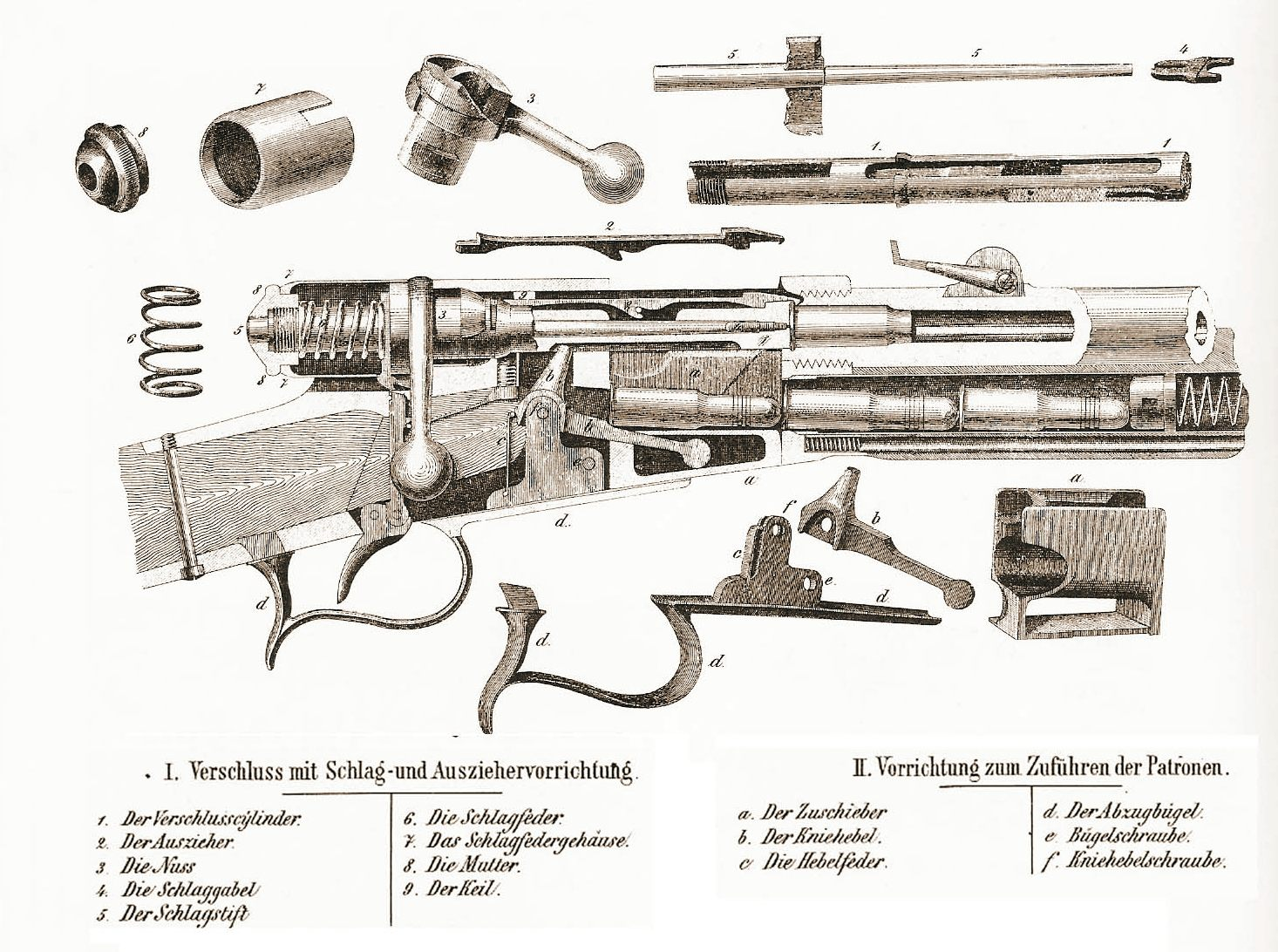
Vetterli zerlegt

Das Vetterli-Ordonnanzgewehr verwendet die gleiche Munition im Kaliber 10,4 mm wie seine einschüssigen Vorläufer, das Milbank-Amsler-1851/1867-Gewehr und das aus den USA eingeführte Peabody Gewehr Modell 1867. Es hat einen Zylinderverschluss mit integriertem Zündmechanismus. Eine am hinteren Ende des Verschlusses drehbar angebrachte Hülse, die Nuss, trägt den Kammerstängel und die keilförmigen Verriegelungsblöcke. Diese greifen zum Verriegeln in hinten ins Verschlussgehäuse eingefräste Aussparungen ein. Hinten sind auf der Hülse zwei Kulissen angebracht, die beim Entriegeln des Verschlusses den Zündmechanismus spannen. Zum Zünden der Randfeuerpatrone wird der Impuls des Schlagbolzens über eine vorne im Verschluss liegende Gabel beidseitig auf den Hülsenrand übertragen.
Das Röhrenmagazin aus Messing liegt geschützt im Vorderschaft. Geladen wird es durch eine Öffnung rechts im Verschlussgehäuse, analog zum Kings Improvement in den Winchester-Unterhebelrepetierern. Bei den frühen Modellen ist die Ladeöffnung durch einen schwenkbaren Deckel verschliessbar. Der L-förmige Zuführhebel überträgt die Verschlussbewegung auf den Zuführer. Dieser führt die nächste Patrone nach oben in Ladestellung und wirft zugleich die abgeschossene Hülse nach oben aus.
Nach dem Entriegeln muss zum Nachladen eine kräftige schnelle Zug-Stoss-Bewegung ausgeführt werden um eine einwandfreie Funktion des Zuführers zu gewährleisten und zu vermeiden, dass dieser den Verschluss blockiert.
Vetterligewehre wurden auch als Jagdwaffen hergestellt oder zu solchen umgebaut. Besonders im Kanton Graubünden wurden umgebaute Vetterligewehre noch lange für die Jagd verwendet, da in diesem Kanton kleinere Jagdkaliber verboten waren. Für diese Einzelschusswaffen wurde deshalb eine Zentralfeuerpatrone mit Messinghülse entwickelt, die, mit Schwarzpulver geladen, in Leistung und Dimension der Randfeuerpatrone entsprach, sie wurde auch Bündner-Patrone genannt. Viele dieser Jagdpatronen verwendeten Teilmantelgeschosse.

## Versionen

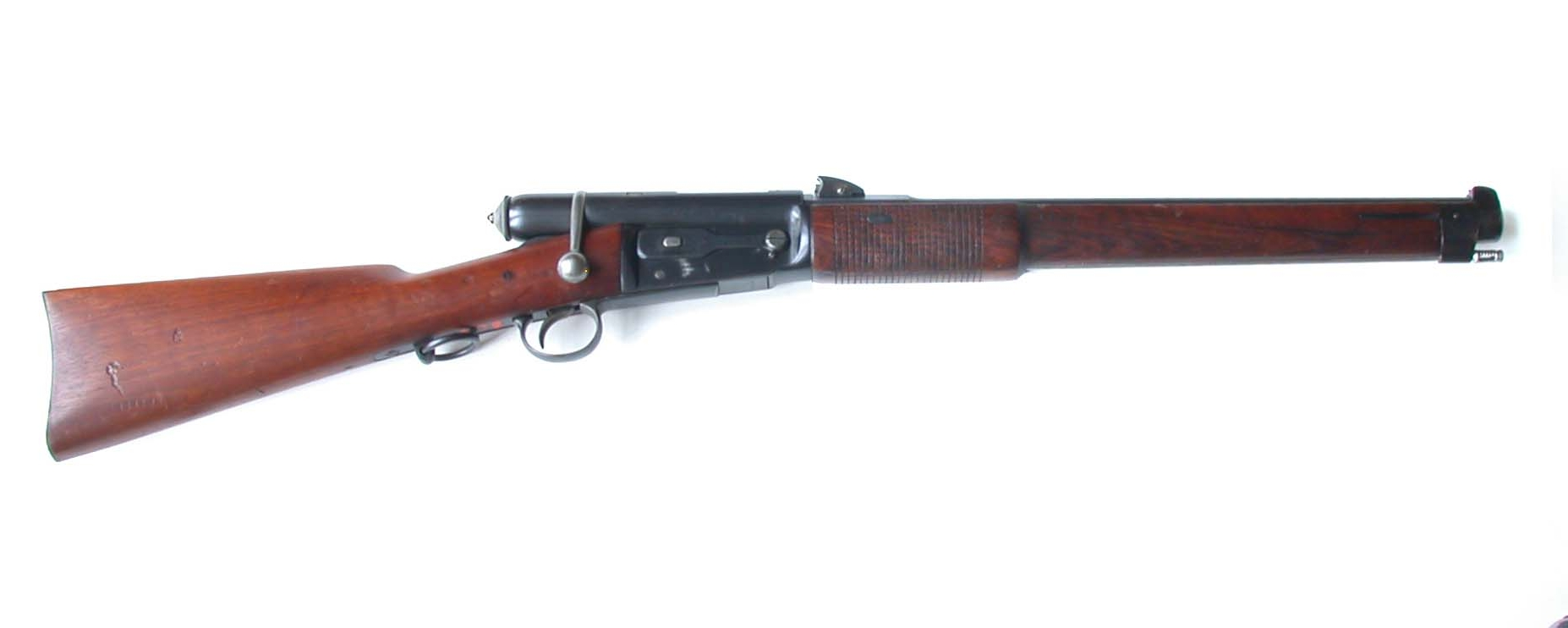
Vetterli-Karabiner

Vetterli Repetiergewehr, eidgenössische Ordonnanz 1869/70Vom Modell 1869 wurden nur wenige Waffen hergestellt und bereits 1870 abgeändert. Das Nenn-Kaliber betrug 10,5 mm (10,35 mm bis 10,65 mm). Noch während dieses Modell in Produktion war, wurde bereits mit der Herstellung einer verbesserten Variante, dem Modell 1871, begonnen. Es entsprach bis auf Details dem Vorgänger, hatte aber einen verstärkten Lauf mit einem Kaliber von 10,4 mm in engeren Toleranzen (10,35 mm bis 10,55 mm) und eine modifizierte Visierung. Die frühen Waffen sind an der verschliessbaren Ladeöffnung, den 2 Laufbändern und an der Riffelung im hinteren Teil des Vorderschaftes erkennbar. Sie sind für das Aufsetzen eines Tüllenbajonetts ausgerüstet. Gesamtlänge 1300 mm, Lauf 842 mm, Gewicht 4850 g. Magazinkapazität 11 Schuss plus 1 Schuss im Zuführer.
Kadettengewehr Modell 1870Der an die Kadetten ausgegebene Einzellader verschoss eine etwas schwächere Patrone. Gesamtlänge 1130 mm, Lauf 681 mm, Gewicht 3240 g.
Polizei-Repetiergewehr ca. 1870Für die Ausrüstung verschiedener Kantonspolizei-Korps wurde eine Anzahl Kurzgewehre, Gesamtlänge 1144 mm, Lauf 737 mm hergestellt,
Vetterli Repetiergewehr, eidgenössische Ordonnanz 1869/71Wie eidgenössische Ordonnanz 1869/70, aber mit Bajonett Modell 1871
Modell 1869/71 Konvertierter KarabinerGewicht leer 3,9 kg, Kapazität 6 + 1 Patrone, kein Bajonett
Vetterli Kavallerie-Karabiner, Modell 1871 (Typ 2)Gewicht leer 3,2 kg, Kapazität 6 + 1 Patrone, kein Bajonett
Vetterli Repetierstutzer Ord 1871Der kürzere Stutzer war eine Variante des Infanteriegewehrs für Scharfschützen mit Stecherabzug. Gesamtlänge 1260 mm, Lauf 783 mm, Gewicht 4540 g. Magazinkapazität 10 plus 1 Schuss.
Vetterli Kavallerie-Repetierkarabiner Ord 1871Die Vetterlikarabiner wurden 1874–1878 in verschiedenen Varianten hergestellt. Da kein Bajonett verwendet wurde, konnte der Vorderschaft bis zum Laufende gezogen werden. Gesamtlänge 930 mm, Lauf 470 mm, Gewicht 3330 g. Magazinkapazität 6 plus 1 Schuss.
Vetterli Repetiergewehr und -stutzer Ord 1878 und 1881Um die Produktion zu steigern, wurde die Waffe vereinfacht und in der neu gebauten Eidgenössischen Waffenfabrik Bern hergestellt. Die Modelle 1878 und 1881 hatten ein neues Säbelbajonett mit Säge, eine verbesserte Visierung und einen zusätzlichen Fingerhaken am Abzugsbügel. Beim Modell 1881 wurde der im Lauf im Kaliber 10,4 mm in noch engeren Toleranzen gebohrt (10,352 mm bis 10,450 mm) Wie der Stutzer 1871 hatten auch das Modell 1878 (Lauflänge 834 mm) und das Modell 1881 (Lauf 843 mm) einen Stecherabzug. Magazinkapazität Gewehr 12 plus 1 Schuss; Stutzer 1881 12 plus 1 Schuss.
Grenzwach-Repetiergewehr Modell 1878 und 1895Dieses Kurzgewehr für die Grenzwache hatte im Gegensatz zum Karabiner eine Bajonnetthalterung. Gesamtlänge 945 mm, Lauf 485 mm, Gewicht 3540 g. Magazinkapazität 5 plus 1 Schuss. Eine Anzahl Karabiner Modell 1871 wurde 1895 abgeändert an die Grenzwache abgegeben.
Versuch 18831883 wurden Versuche mit Vetterligewehren für von Rubin entwickelte Patronen in Kalibern um 7,5 mm gemacht. Die Waffen wurden nur für Versuche hergestellt, eine Abgabe an die Truppe erübrigte sich mit der Einführung des Schmidt-Rubin Gewehres Modell 1889.

## Produktionszahlen
- Infanteriegewehre alle Modelle: 228.060
- Stutzer: 21.406
- Karabiner: 3500
- Grenzwachgewehr: 400
- Abgeänderte Karabiner für die Grenzwache: 280

## Munition

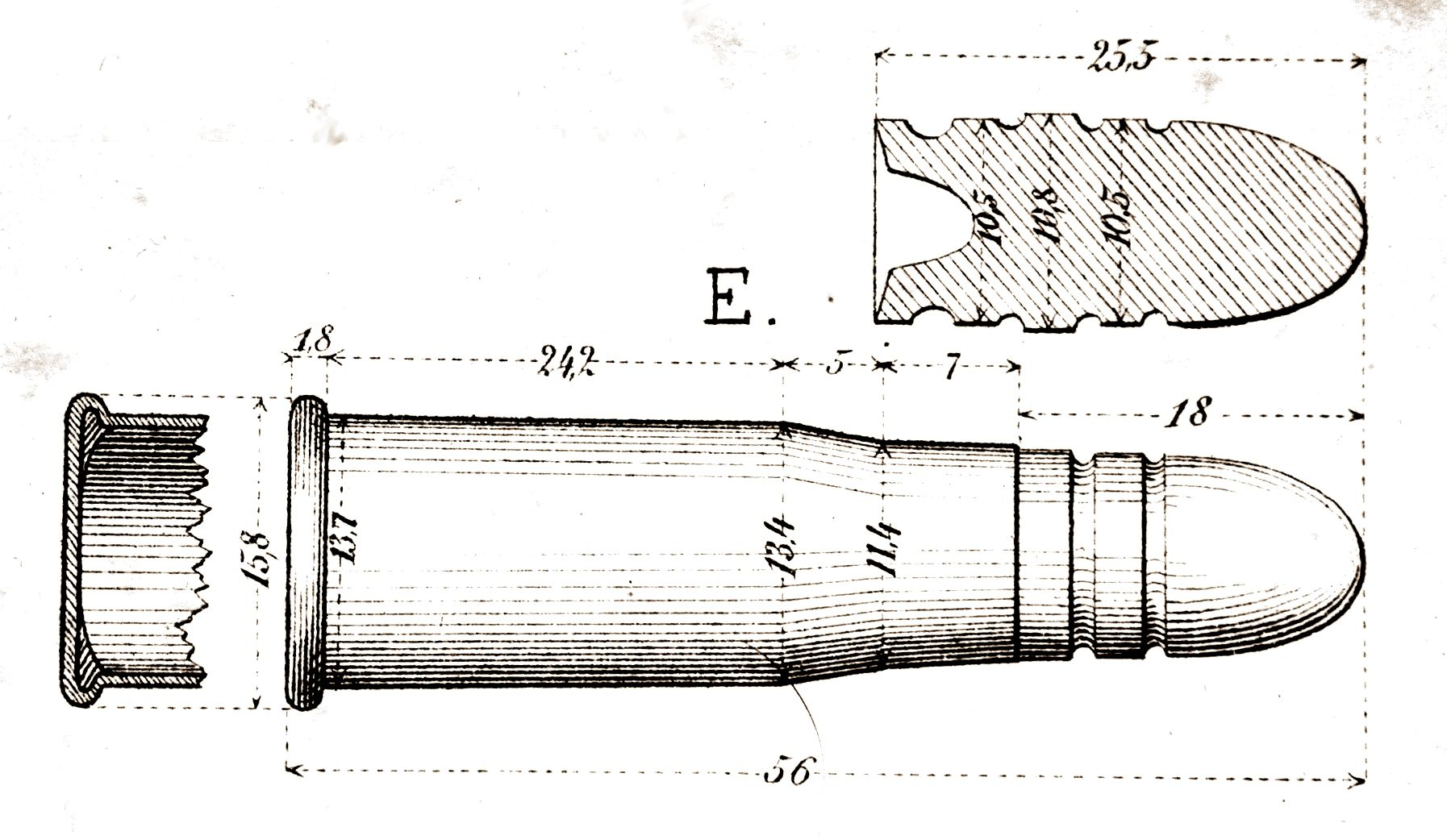
Vetterlipatrone, Ord. 1869

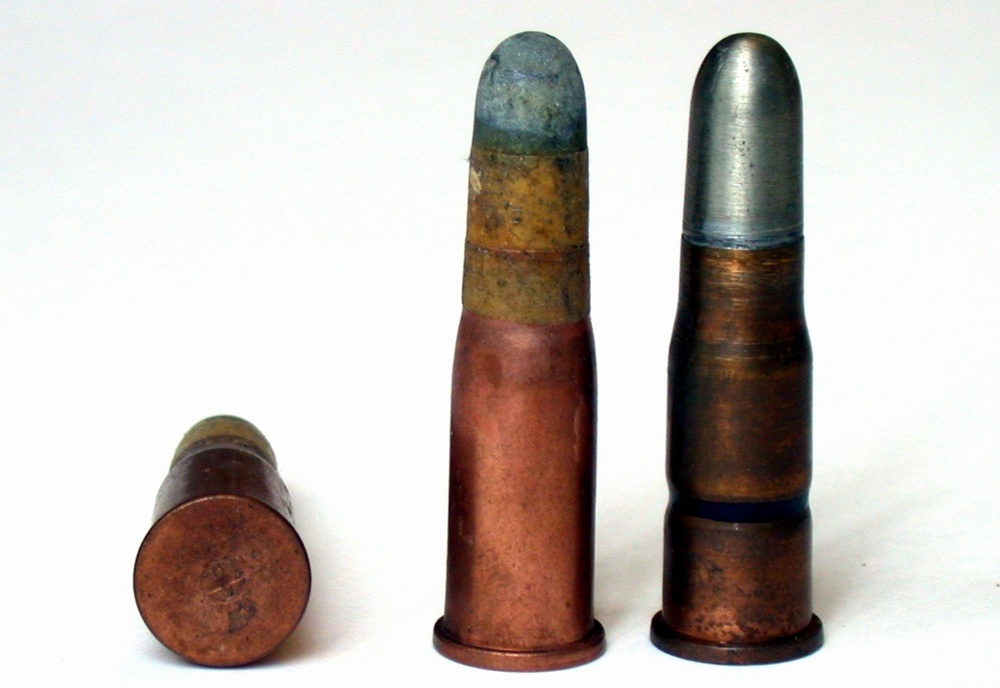
Vetterlipatronen, rechts eine Manipulierpatrone

Bei den vom Vetterligewehr verschossenen 10,4-mm-Vetterlipatronen handelte es sich um Schwarzpulverpatronen mit Vollbleigeschossen und flaschenhalsförmigen Hülsen aus Tombak (94 % Kupfer, 6 % Zink) mit Randzündung. Sie waren etwas stärker geladen als die Patronen gleichen Kalibers für die Einzellader Milbank-Amsler und Peabody. Vereinzelt wurden auch Schrotpatronen abgegeben, zudem existierte unter der Bezeichnung GP 1867 ein Brandgeschoss.
- Patronenbezeichnung: Metall-Patrone Cal. 10,4 m/m
- Geschosskaliber: 10,8 mm
- Gesamtlänge der Patrone: 56 mm
- Länge der: Hülse: 38 mm
- Gewicht der Patrone: 30,5 g
- Geschossgewicht: 20,13 g
- Pulverladung: 4 g (61,73 Grains)
- Pulverladung Kadettengewehr: 3 g (= 46,3 Grains)
- v0 (Infanteriegewehr): 435 m/s
- Maximale Schussweite (Infanteriegewehr): 2800 m